# Jean Grimaldi

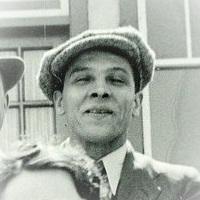
Jean Grimaldi, 1936

Jean Grimaldi (* 7. Oktober 1898 in Bastia; † 14. Oktober 1996 in Montreal) war ein kanadischer Schauspieler, Sänger und Autor.

## Leben und Wirken
Grimaldi nahm am Ersten Weltkrieg teil und lebte ab 1919 mit seinem Zwillingsbruder François in Marseille, wo er als Kunsttischler (Ebenist) arbeitete. Er begann seine künstlerische Laufbahn als Sänger am Théâtre Alcazar und setzte sie in Pariser Clubs fort. 1926 wanderte er nach Quebec aus und wurde Mitglied von Honoré Vaillancourts Société canadienne d'opérette. Nach mehreren kürzeren Engagements hatte er seinen Durchbruch 1929 am Théâtre National in musikalischen Produktionen von Hector Pellerin an der Seite von Sängern wie Juliette Béliveau, Olivier Guimond, Raoul Léry und Pizzi Wizzi.
Später engagierte ihn Paul Hébert als Hauptdarsteller und Sänger seiner Truppe, mit der er u. a. am Théâtre Arcade und Théâtre King Edward auftrat. Anfang der 1930er Jahre wurde er Tourneemanager und Faktotum der Sängerin Mary Bolduc (La Bolduc). Nach deren schwerem Autounfall 1937 übernahm er zeitweise die Leitung ihrer Tourneetruppe. 1943 heiratete er Fernande Dalcourt, die seine engste Mitarbeiterin wurde.
1948 kaufte Grimalde das Theater Canadin im Gebäude des berühmten Ouimet-O-Scope, wo er erfolgreiche Produktionen mit Künstlern wie Olivier Guimond, Manda Parent, Paul Desmarteaux, Aline Duval, Mistair Pat (Pat Gagnon) und Claude Blanchard auf die Bühne brachte. 1953 erwarb er das Théâtre Gayety (Théâtre Radio-Cité), das die Aufführung spektakulärer Shows erlaubte, an denen junge Sänger wie Paolo Noël, Margot Lefebvre, Jean Lapointe und Jérôme Lemay sowie Tänzer und Komiker wie Rose Ouellette (La Poune), Juliette Pétrie, Lilian Dawson, Paul Berval und Roland Reynaldo mitwirkten.
Das Aufkommen des Fernsehens, das Künstler und Publikum von den Varietétheatern abzog, zwang ihn 1956 zum Verkauf seines Theaters. Er arbeitete einige Zeit für das Théâtre National und wurde 1967 künstlerischer Leiter und Schauspieler an Gilles Latulippes Théâtre des Variétés. Er hatte die Stelle bis 1970 inne und war danach noch bis Anfang der 1990er Jahre als Autor von Chansons und Komödien aktiv.